# Carrascosa de Abajo
Carrascosa de Abajo település Spanyolországban, Soria tartományban. Carrascosa de Abajo Fresno de Caracena, Villanueva de Gormaz, Recuerda, Retortillo de Soria, Caracena, Montejo de Tiermes és San Esteban de Gormaz községekkel határos. Lakosainak száma 18 fő (2024).

## Népesség
A település népessége az elmúlt években az alábbi módon változott:
| Lakosok száma | 37   | 33   | 32   | 31   | 28   | 27   | 23   | 21   | 17   | 18   |
|               | 2001 | 2004 | 2007 | 2009 | 2012 | 2014 | 2017 | 2019 | 2022 | 2024 |